# وربیچ
وربیچ (به صربی: Vrbić) یک منطقهٔ مسکونی در صربستان است که در کروپانگ واقع شده‌است. وربیچ ۵۷۸ نفر جمعیت دارد.